# Huracán Newton (2016)
El huracán Newton fue el primer huracán que tocó tierra en la península de Baja California desde el huracán Odile en septiembre de 2014. La decimoquinta tormenta nombrada y el noveno huracán de la temporada de huracanes del Pacífico de 2016, Newton se formó como una depresión tropical en un área de baja presión de la costa de México el 4 de septiembre. A pesar de solo condiciones moderadamente favorables, la tormenta se intensificó rápidamente mientras se desplazaba hacia el norte y se convirtió en huracán aproximadamente un día después de ser designado. Alcanzando la intensidad máxima el 6 de septiembre, Newton procedió a tocar tierra en la península de Baja California poco después. Rápidamente se debilitó y degeneró en un mínimo remanente el 7 de septiembre, antes de disiparse al día siguiente.
Antes de la tormenta, se hicieron varias preparaciones para evitar una calamidad similar a lo que Odile había causado dos años antes. El huracán fue responsable de al menos nueve fallecimientos, principalmente atribuidas a inundaciones; y un total de daños fueron $96 millones.

## Historia meteorológica
El 27 de agosto de 2016, el Centro Nacional de Huracanes (NHC) mencionó por primera vez el potencial para que el área de baja presión se desarrolle al sur de México como un área para la ciclogénesis tropical. Un área de clima alterado formada el 31 de agosto en el oeste de Guatemala, que se convirtió en un nivel bajo a través de al día siguiente. Las condiciones ambientales favorables permitieron que el sistema organizara y desarrollara un área distinta de baja presión el 2 de septiembre, lo que produjo un área extendida de tormentas desorganizadas. Una circulación comenzó a organizarse dentro del sistema, lo que lleva al Centro Nacional de Huracanes ha clasificarlo como depresión tropical Quince-E el 4 de septiembre a unos 220 millas (355 km) al suroeste de Manzanillo, Colima.
Con aguas cálidas, cizalladura moderada del viento y humedad adecuada, el sistema continuó organizándose después de la formación, fortaleciéndose con la tormenta tropical que fue nombrada Newton a principios del 5 de septiembre. La tormenta se movió hacia el noroeste, guiada por una cresta que se extendía sobre Texas. A última hora del 5 de septiembre, un ojo era visible en las imágenes satelitales, y los cazadores de huracanes observaron vientos de nivel de vuelo de 140 km/h (85 mph); basado en estas observaciones, el Centro Nacional de Huracanes mejoró a Newton al estado de huracán. Con una continua cizalladura del viento baja y aguas cálidas, Newton se intensificó aún más a una intensidad máxima de 90 mph (150 km/h) temprano el 6 de septiembre. Ese día, el gran campo de viento y el ojo de 52 millas (83 km) no pudieron organizar más, y el huracán tocó tierra cerca de Cabo San Lucas, Baja California Sur, cerca de la intensidad máxima como lo hizo el huracán Odile de la temporada de 2014.
Rodeando la periferia occidental de la cresta, Newton giró hacia el norte y se debilitó sobre la península de Baja California. La pared del ojo se deterioró y se vino abajo mientras la convección menguaba. El 7 de septiembre, Newton hizo una segunda toma de tierra en el territorio continental de México cerca de Bahía Kino, Sonora, y se debilita a la condición de tormenta tropical. La tormenta se curvó hacia el noreste por delante de una gran depresión, con el aumento de la cizalladura del viento que expone el centro de la convección menguante. A las 21:00 UTC del 7 de septiembre, el Centro Nacional de Huracanes suspendió las advertencias sobre Newton, evaluando que la tormenta degeneró en un ciclón post-tropical antes de cruzar hacia el sur de Arizona. La circulación residual continuó hacia el noreste, Disipando antes del 8 de septiembre.

## Preparaciones
Tras la formación de Newton, el gobierno de México emitió una alerta de huracán para el lado occidental de Baja California Sur. Al ser nombrado, la vigilancia del huracán se convirtió en una advertencia de huracán, mientras que una advertencia de tormenta tropical se emitió brevemente para Cabo Corrientes. En la tarde del 5 de septiembre, se emitieron avisos y avisos de tormentas tropicales para gran parte de Sonora y Sinaloa.

### Baja California Sur
Durante la tarde del 5 de septiembre, las autoridades emitieron una alerta "amarilla" en el sur de Jalisco alerta "verde" para el estado de Baja California Sur, Sinaloa, norte y centro de Jalisco, Nayarit, Colima y Michoacán. Se declaró una alerta azul en Guerrero y Baja California. Las clases se suspendieron en Colima, en tres municipios en el norte de Jalisco, en Baja California Sur y en Mazaltan.
Se desplegó un total de 800 militares y un plan para designar a todos los turistas en la península de Baja California. Se abrieron un total de 56 refugios en toda la península, con una capacidad neta de 16,000; sin embargo, solo 1,500 utilizaron estos refugios.

## Impacto

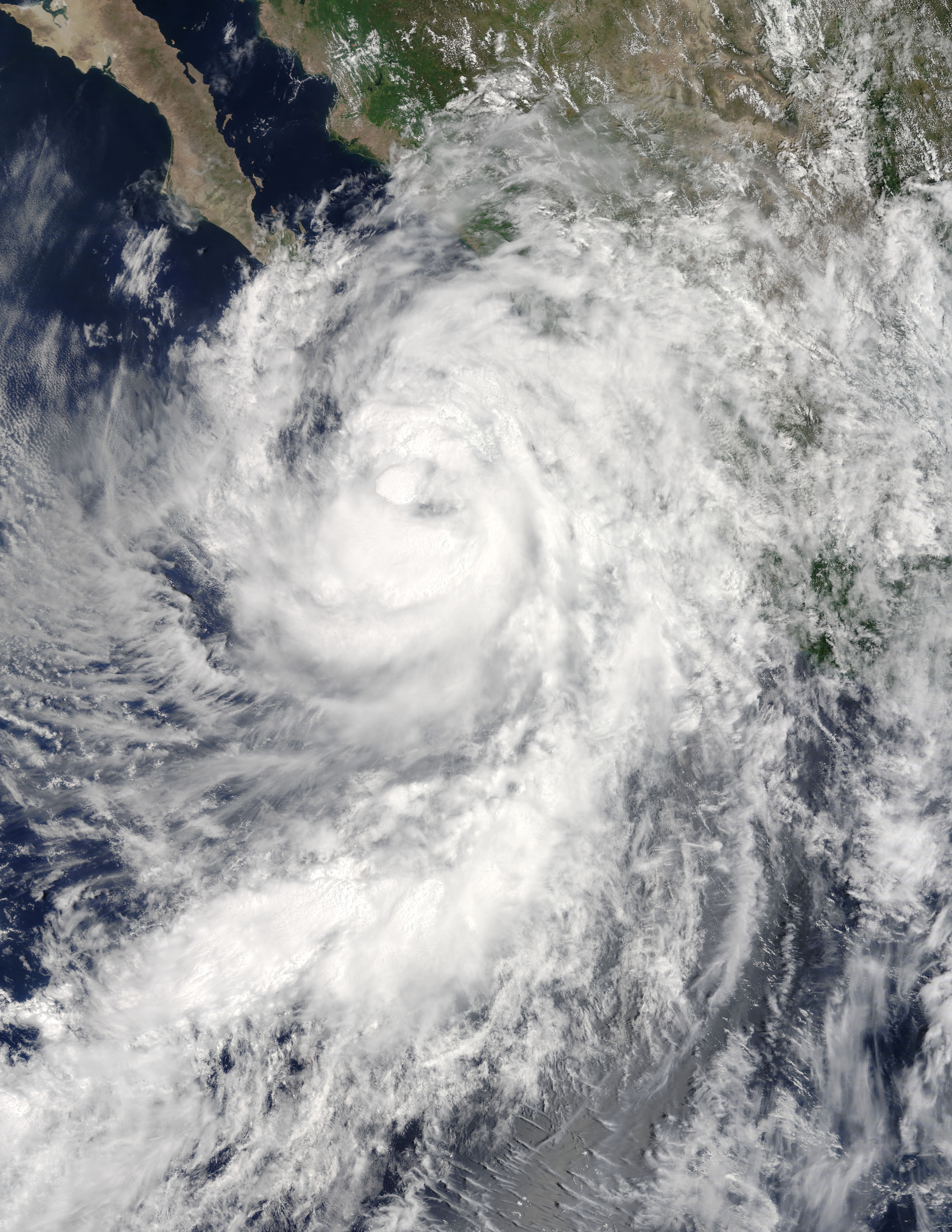
Newton se acerca a Baja California como una fuerte tormenta tropical el 5 de septiembre

Las bandas externas de lluvia del huracán Newton trajeron fuertes lluvias a Guerrero y Chiapas que resultaron en inundaciones. En Chiapas, tres personas murieron y otras dos desaparecieron. En la ciudad capital de Tuxtla Gutiérrez, casi 900 viviendas sufrieron daños y seis fueron demolidas, dejando a 3.500 desplazados. En Guerrero, un total de 695 hogares fueron inundados y 12 comunidades fueron aisladas. Debido a las inundaciones, los funcionarios evacuaron a unas 150 personas en siete refugios. En Petatlán, dos personas fueron arrastradas por un río, una de las cuales fue encontrada viva. Setenta casas resultaron dañadas y 200 personas quedaron atrapadas en el balneario de Acapulco, lo que provocó evacuaciones aéreas por parte de la policía, la infantería de marina y el ejército. Más al norte, se reportaron inundaciones severas en Colima y Jalisco. Dos ríos se desbordaron, lo que provocó la aislación de varias comunidades. Las comunidades de El Sentinel y El Rebalse fueron las más afectadas por la tormenta. Varias personas buscaron refugio en escuelas y otros espacios públicos. En todo el estado, 20 familias fueron evacuadas debido a las inundaciones.
Mientras que el daño cerca de la ubicación de la tierra era menor, las fuertes lluvias del huracán inundaron el municipio de Mulegé. Allí, se perdió el acceso a la energía y al agua potable. En la sede municipal de Santa Rosalía, docenas de casas y vehículos fueron enterrados en rocas y escombros. Cerca de allí, las comunidades de San Ignacio y Herocina Mulege quedaron aisladas del mundo exterior debido a daños en la Carretera Federal 1. En alta mar, en el Golfo de California, un barco camaronero se hundió debido a los mares, lo que provocó que cinco personas fueran arrastradas. Dos cadáveres más tarde fueron encontrados en tierra mientras que los otros tres desaparecieron por un momento. antes de ser reportado muerto el 8 de septiembre. Los daños en Baja California Sur alcanzaron los 700 millones de pesos (USD$ 37.3 millones). El municipio de Guaymas sufrió grandes impactos por el huracán, con más de 3.000 viviendas dañadas. Las pérdidas totales en el municipio alcanzaron 1.1 mil millones de pesos (USD$ 58.7 millones).
Los remanentes de Newton trajeron fuertes lluvias al suroeste de Estados Unidos, alcanzando un máximo de 5,67 pulgadas (144 mm) en Miller Carr Canyon en el sureste de Arizona. La precipitación alcanzó 3,43 pulgadas (87 mm) cerca de Texico, la más alta en ese estado.

## Repercusiones
Debido a las inundaciones en Guerrero, 817 soldados, 25 estaciones de radio, 24 botiquines de primeros auxilios y 124 automóviles fueron desplazados para su limpieza. Después del huracán Odile en 2014, donde se informó de un extenso saqueo posterior a la tormenta, los oficiales vigilaron numerosas tiendas en la parte sur de la Península para evitar ese saqueo. Sin embargo, la policía notó que cinco personas fueron arrestadas por tratar de saquear dos tiendas de conveniencia en Los Cabos.